# Ipparco (tiranno)
Ipparco (in greco antico: Ἵππαρχος?, Hípparchos, in latino Hipparchus; ... – Atene, 514 a.C.), figlio cadetto di Pisistrato, fu tiranno di Atene e suo erede insieme a Ippia dal 528-527 a.C. fino alla sua morte.

## Biografia
Alla morte del padre, nel 528-527 a.C., ereditò il potere insieme al fratello Ippia. Secondo Tucidide il potere era detenuto, in particolar modo, dal fratello maggiore. Ipparco fu un mecenate, accogliendo a corte poeti come Anacreonte e Simonide di Ceo, e costituì una imponente biblioteca. 
Venne assassinato nel 514 a.C., per mano dei due aristocratici Armodio e Aristogitone, che avevano motivi personali a causa delle attenzioni rivolte da Ipparco ad Armodio, all'interno di un piano che avrebbe dovuto portare anche all'uccisione di Ippia e la conseguente fine della tirannide.